# Mezquita Ibrahim-al-Ibrahim
La Mezquita Ibrahim al-Ibrahim, también conocida como la Mezquita del Rey Fahd bin Abdulaziz Al Saúd o Mezquita del Guardián de las Dos Mezquitas Sagradas, es una mezquita situada en la Punta de Europa, en el extremo meridional de Gibraltar. El edificio fue un regalo de rey Fahd de Arabia Saudí y su construcción duró dos años, con un coste de alrededor de cinco millones de libras. Fue inaugurada oficialmente el 8 de agosto de 1997.
Alrededor del dos por ciento de los habitantes de Gibraltar son musulmanes; en total unas 2000 personas. El complejo de la mezquita también contiene una escuela, una biblioteca, y una sala de conferencias.

## Descripción
La Mezquita Ibrahim-al-Ibrahim es uno de los lugares más visitados de Gibraltar. Se dice que es la mezquita más grande que existe en un país no islámico. Las primeras impresiones de la mezquita son bastante simples e insípidas, pero el diseño es muy complejo y está bien pensado. Su primer piso comprende seis aulas, sala de conferencias, biblioteca, cocina, baño, vivienda para el cuidador, morgue, oficinas para fines administrativos y la casa del imán. La sala de oración principal se encuentra en el segundo piso del edificio.
El techo está formado por nueve candelabros de latón macizo. Uno de los candelabros está colgado de la enorme cúpula central. Las paredes son de mármol importado y se extienden por toda la mezquita. Una sala de oración para mujeres se encuentra en el nivel inferior, junto con una guardería, que da a la sala de oración principal. Lo que hace que esta mezquita sea especial es la ubicación; está ubicado entre muchas montañas que saca a la luz la belleza de la mezquita. La Mezquita Ibrahim-al-Ibrahim es utilizada diariamente por los musulmanes que viven en Gibraltar y está abierta al público durante el día.